# Akt der unmittelbaren verwaltungsbehördlichen Befehls- und Zwangsgewalt
Ein Akt der unmittelbaren verwaltungsbehördlichen Befehls- und Zwangsgewalt ist eine österreichische Bezeichnung für Maßnahmen als einer Form hoheitlichen Handelns. Sicherheitsbehörden schreiten dabei zur Wahrung der öffentlichen Sicherheit ein, ohne dass zuvor ein weiterer Rechtsakt, etwa ein Bescheid erlassen wird. Es handelt sich um die einfachste Form hoheitlichen Handelns, da formale Kriterien in den Hintergrund treten, um das öffentliche Interesse an Sicherheit und Strafverfolgung nicht zu gefährden. Entsprechende Akte sind etwa die Personenkontrolle oder die Festnahme, diese jedoch nur wenn sie nicht als Vollstreckung eines vorangegangenen Bescheides geschieht. Die Nachvollziehbarkeit muss auch bei einem Akt der unmittelbaren verwaltungsbehördlichen Befehls- und Zwangsgewalt gewahrt bleiben.

## Gesetzliche Grundlagen
Die gesetzlichen Grundlagen werden vor allem durch das Sicherheitspolizeigesetz und eine Richtlinien-Verordnung geschaffen. 
Aus der Richtlinien-Verordnung des Bundesministers für Inneres: 

„§ 1. (1) Die Organe des öffentlichen Sicherheitsdienstes haben innerhalb der Sicherheitsverwaltung (§ 2 Abs. 2 SPG) jene Aufgaben zu erfüllen, die im Rahmen des Exekutivdienstes, insbesondere durch die Ausübung verwaltungsbehördlicher Befehls- und Zwangsgewalt zu besorgen sind. In anderen Bereichen der Verwaltung haben die Organe des öffentlichen Sicherheitsdienstes solche Aufgaben auf Grund besonderer gesetzlicher Anordnung zu erfüllen.“